# Louis-René Buffy
Louis René Buffy fue un político francés nacido el 16 de marzo de 1742 en Dourdan (Essonne) y fallecido el  en el mismo lugar.

## Biografía
Notario en París, fue diputado del Tercer Estado a los Estados Generales de 1789 por la alguacilazgo de Dourdan, sentado con la mayoría.